# 3.ª etapa de la Vuelta a España 2020
La 3.ª etapa de la Vuelta a España 2020 tuvo lugar el 22 de octubre de 2020 entre Lodosa y Laguna Negra de Urbión sobre un recorrido de 166,1 km y fue ganada por el irlandés Daniel Martin del equipo Israel Start-Up Nation. El esloveno Primož Roglič consiguió mantener el liderato.

## Clasificación de la etapa
| \| Clasificación de la etapa \| Clasificación de la etapa \| Clasificación de la etapa \| Clasificación de la etapa \| Clasificación de la etapa \| \| Ciclista \| Ciclista \| Equipo \| Tiempo \| \| \| ------------------------- \| ------------------------- \| ------------------------- \| ------------------------- \| ------------------------- \| \| 1.º \| Daniel Martin \| Israel Start-Up Nation \| 4 h 27 min 49 s \| \| \| 2.º \| Primož Roglič \| Jumbo-Visma \| + 0 s \| \| \| 3.º \| Richard Carapaz \| Ineos Grenadiers \| + 0 s \| \| \| 4.º \| Wout Poels \| Bahrain McLaren \| + 4 s \| \| \| 5.º \| Aleksandr Vlásov \| Astana \| + 7 s \| \| \| 6.º \| Enric Mas \| Movistar Team \| + 9 s \| \| \| 7.º \| Felix Großschartner \| Bora-Hansgrohe \| + 12 s \| \| \| 8.º \| Hugh Carthy \| EF Pro Cycling \| + 12 s \| \| \| 9.º \| Sepp Kuss \| Jumbo-Visma \| + 12 s \| \| \| 10.º \| Clément Champoussin \| AG2R La Mondiale \| + 24 s \| \| |                     |                        |                 |
| |                     |                        |                 |
| Fuente: ProCyclingStats |                     |                        |                 |
| Clasificación de la etapa |                     |                        |                 |
| Ciclista | Ciclista            | Equipo                 | Tiempo          |
| 1.º | Daniel Martin       | Israel Start-Up Nation | 4 h 27 min 49 s |
| 2.º | Primož Roglič       | Jumbo-Visma            | + 0 s           |
| 3.º | Richard Carapaz     | Ineos Grenadiers       | + 0 s           |
| 4.º | Wout Poels          | Bahrain McLaren        | + 4 s           |
| 5.º | Aleksandr Vlásov    | Astana                 | + 7 s           |
| 6.º | Enric Mas           | Movistar Team          | + 9 s           |
| 7.º | Felix Großschartner | Bora-Hansgrohe         | + 12 s          |
| 8.º | Hugh Carthy         | EF Pro Cycling         | + 12 s          |
| 9.º | Sepp Kuss           | Jumbo-Visma            | + 12 s          |
| 10.º | Clément Champoussin | AG2R La Mondiale       | + 24 s          |

## Clasificaciones al final de la etapa

### Clasificación general
| \| Clasificación general \| Clasificación general \| Clasificación general \| Clasificación general \| Clasificación general \| \| Ciclista \| Ciclista \| Equipo \| Tiempo \| \| \| --------------------- \| --------------------- \| ---------------------- \| --------------------- \| --------------------- \| \| 1.º \| Primož Roglič \| Jumbo-Visma \| 12 h 37 min 24 s \| \| \| 2.º \| Daniel Martin \| Israel Start-Up Nation \| + 5 s \| \| \| 3.º \| Richard Carapaz \| Ineos Grenadiers \| + 13 s \| \| \| 4.º \| Enric Mas \| Movistar Team \| + 32 s \| \| \| 5.º \| Hugh Carthy \| EF Pro Cycling \| + 38 s \| \| \| 6.º \| Sepp Kuss \| Jumbo-Visma \| + 44 s \| \| \| 7.º \| Felix Großschartner \| Bora-Hansgrohe \| + 1 min 17 s \| \| \| 8.º \| Esteban Chaves \| Mitchelton-Scott \| + 1 min 29 s \| \| \| 9.º \| Marc Soler \| Movistar Team \| + 1 min 55 s \| \| \| 10.º \| George Bennett \| Jumbo-Visma \| + 1 min 57 s \| \| |                     |                        |                  |
| |                     |                        |                  |
| Fuente: ProCyclingStats |                     |                        |                  |
| Clasificación general |                     |                        |                  |
| Ciclista | Ciclista            | Equipo                 | Tiempo           |
| 1.º | Primož Roglič       | Jumbo-Visma            | 12 h 37 min 24 s |
| 2.º | Daniel Martin       | Israel Start-Up Nation | + 5 s            |
| 3.º | Richard Carapaz     | Ineos Grenadiers       | + 13 s           |
| 4.º | Enric Mas           | Movistar Team          | + 32 s           |
| 5.º | Hugh Carthy         | EF Pro Cycling         | + 38 s           |
| 6.º | Sepp Kuss           | Jumbo-Visma            | + 44 s           |
| 7.º | Felix Großschartner | Bora-Hansgrohe         | + 1 min 17 s     |
| 8.º | Esteban Chaves      | Mitchelton-Scott       | + 1 min 29 s     |
| 9.º | Marc Soler          | Movistar Team          | + 1 min 55 s     |
| 10.º | George Bennett      | Jumbo-Visma            | + 1 min 57 s     |

### Clasificación por puntos
| Clasificación por puntos | Clasificación por puntos | Clasificación por puntos | Clasificación por puntos | Clasificación por puntos |
| Ciclista                 | Ciclista                 | Equipo                   | Puntos                   |                          |
| ------------------------ | ------------------------ | ------------------------ | ------------------------ | ------------------------ |
| 1.º                      | Primož Roglič            | Jumbo-Visma              | 65 pts                   |                          |
| 2.º                      | Daniel Martin            | Israel Start-Up Nation   | 57 pts                   |                          |
| 3.º                      | Richard Carapaz          | Ineos Grenadiers         | 50 pts                   |                          |
| 4.º                      | Enric Mas                | Movistar Team            | 30 pts                   |                          |
| 5.º                      | Marc Soler               | Movistar Team            | 26 pts                   |                          |
| 6.º                      | Hugh Carthy              | EF Pro Cycling           | 25 pts                   |                          |
| 7.º                      | Esteban Chaves           | Mitchelton-Scott         | 23 pts                   |                          |
| 8.º                      | Sepp Kuss                | Jumbo-Visma              | 22 pts                   |                          |
| 9.º                      | Felix Großschartner      | Bora-Hansgrohe           | 21 pts                   |                          |
| 10.º                     | Alejandro Valverde       | Movistar Team            | 17 pts                   |                          |

### Clasificación de la montaña
| Clasificación de la montaña | Clasificación de la montaña | Clasificación de la montaña | Clasificación de la montaña | Clasificación de la montaña |
| Ciclista                    | Ciclista                    | Equipo                      | Puntos                      |                             |
| --------------------------- | --------------------------- | --------------------------- | --------------------------- | --------------------------- |
| 1.º                         | Richard Carapaz             | Ineos Grenadiers            | 18 pts                      |                             |
| 2.º                         | Daniel Martin               | Israel Start-Up Nation      | 16 pts                      |                             |
| 3.º                         | Sepp Kuss                   | Jumbo-Visma                 | 14 pts                      |                             |
| 4.º                         | Primož Roglič               | Jumbo-Visma                 | 7 pts                       |                             |
| 5.º                         | Quentin Jauregui            | AG2R La Mondiale            | 6 pts                       |                             |
| 6.º                         | Tim Wellens                 | Lotto-Soudal                | 6 pts                       |                             |
| 7.º                         | Enric Mas                   | Movistar Team               | 6 pts                       |                             |
| 8.º                         | Alejandro Valverde          | Movistar Team               | 6 pts                       |                             |
| 9.º                         | Jetse Bol                   | Burgos-BH                   | 4 pts                       |                             |
| 10.º                        | Tosh Van der Sande          | Lotto-Soudal                | 3 pts                       |                             |

### Clasificación de los jóvenes
| Clasificación del mejor joven | Clasificación del mejor joven | Clasificación del mejor joven | Clasificación del mejor joven | Clasificación del mejor joven |
| Ciclista                      | Ciclista                      | Equipo                        | Tiempo                        |                               |
| ----------------------------- | ----------------------------- | ----------------------------- | ----------------------------- | ----------------------------- |
| 1.º                           | Enric Mas                     | Movistar Team                 | 12 h 37 min 56 s              |                               |
| 2.º                           | Andrea Bagioli                | Deceuninck-Quick Step         | + 2 min 26 s                  |                               |
| 3.º                           | Gino Mäder                    | NTT Pro Cycling               | + 2 min 59 s                  |                               |
| 4.º                           | David Gaudu                   | Groupama-FDJ                  | + 3 min 28 s                  |                               |
| 5.º                           | Aleksandr Vlásov              | Astana                        | + 5 min 10 s                  |                               |
| 6.º                           | Iván Ramiro Sosa              | Ineos Grenadiers              | + 8 min 03 s                  |                               |
| 7.º                           | Georg Zimmermann              | CCC Team                      | + 11 min 41 s                 |                               |
| 8.º                           | Kobe Goossens                 | Lotto-Soudal                  | + 11 min 46 s                 |                               |
| 9.º                           | William Barta                 | CCC Team                      | + 13 min 22 s                 |                               |
| 10.º                          | Niklas Eg                     | Trek-Segafredo                | + 17 min 28 s                 |                               |

### Clasificación por equipos
| Clasificación por equipos | Clasificación por equipos | Clasificación por equipos | Clasificación por equipos |
| Equipo                    | Equipo                    | Tiempo                    |                           |
| ------------------------- | ------------------------- | ------------------------- | ------------------------- |
| 1.º                       | Jumbo-Visma               | 37 h 55 min 15 s          |                           |
| 2.º                       | Movistar Team             | + 1 min 42 s              |                           |
| 3.º                       | UAE Team Emirates         | + 7 min 14 s              |                           |
| 4.º                       | Astana                    | + 13 min 33 s             |                           |
| 5.º                       | Mitchelton-Scott          | + 24 min 21 s             |                           |
| 6.º                       | Trek-Segafredo            | + 32 min 16 s             |                           |
| 7.º                       | Ineos Grenadiers          | + 34 min 06 s             |                           |
| 8.º                       | Deceuninck-Quick Step     | + 37 min 12 s             |                           |
| 9.º                       | Cofidis                   | + 40 min 59 s             |                           |
| 10.º                      | CCC Team                  | + 46 min 34 s             |                           |

## Abandonos
- Matej Mohorič no tomó la salida tras fracturarse la escápula debido a una caída en la etapa anterior.[2]
- Thibaut Pinot no tomó la salida por dolores en la espalda.[3]